# イソブチルアルデヒド
イソブチルアルデヒド (isobutyraldehyde) はアルデヒドの一種の有機化合物で、示性式は 。構造的にイソブタンの誘導体、ブチルアルデヒドの構造異性体にあたる。IUPAC名は 2-メチルプロパナール (2-methylpropanal)。
可燃性の無色の液体で刺激臭を持つ。ほとんどの有機化合物と任意の割合で混ざり合う。引火点は −17.5℃、発火点は 196 ℃ である。特定悪臭物質のひとつ。消防法に定める第4類危険物 第1石油類に該当する。
プロピレンのヒドロホルミル化によって製造される。
イソブチルアルデヒドを還元するとイソブタノールが得られる。